# Lokalfärg (narratologi)
| Lokalfärg |
| --- |
| Erik Gustaf Geijer, som tidigt använde sig av begreppet. - Betydelse – karakteristiska och verklighetstrogna drag hos en miljö eller personer i en berättelse - Bakgrund – sedan 1827 i svensk skrift - Olika ord – lokalfärg eller lokal färg - Relaterat begrepp – lokalfärg (bildkonst) |

Lokalfärg (alternativt lokal färg, lokalkolorit) är ett berättartekniskt begrepp. Det syftar på karakteristiska drag hos en plats eller personer som skildras i en berättelse, drag som gör berättelsen mer verklighetsanknuten och åskådlig. Genom att exempelvis besöka en viss plats kan författaren lättare fånga lokalfärgen i den litterära texten.

## Beskrivning och bakgrund
Lokalfärgen är kopplad både till de egenskaper som miljön har och de människor (eller andra varelser) som finns på platsen.
Ordet förekommer i svensk skrift sedan 1827. Fem år senare introduceras ordet i betydelsen ett föremåls naturliga", opåverkade färg i verkligheten eller i en målning (se lokalfärg (bildkonst)). Erik Gustaf Geijer var 1839 en tidig användare av ordet, då i den särskrivna varianten lokal färg.

## Olika användning
Ibland kan en författare använda sig av ordet i relation till både den konkreta (färgrelaterade) och den överförda, berättartekniska betydelsen.
Begreppet lokalfärg (eller lokal färg) kan även användas i en vidare betydelse, som något med lokal förankring i en händelse eller skeende. I en fotbollsmatch kan många spelare födda på orten skänka matchen en lokal färg.